# St. Gallen-Bodensee

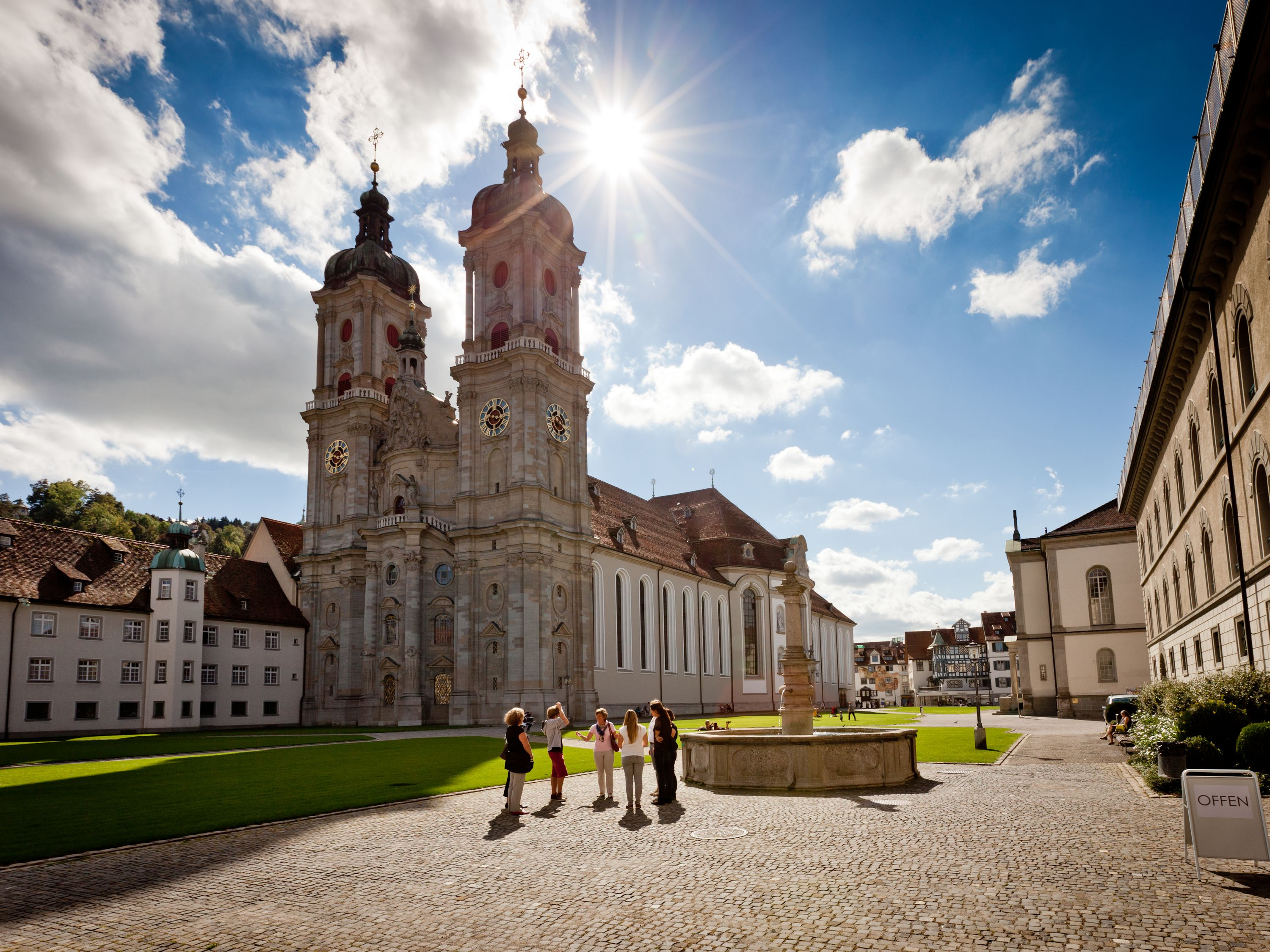
Stiftsbezirk St. Gallen

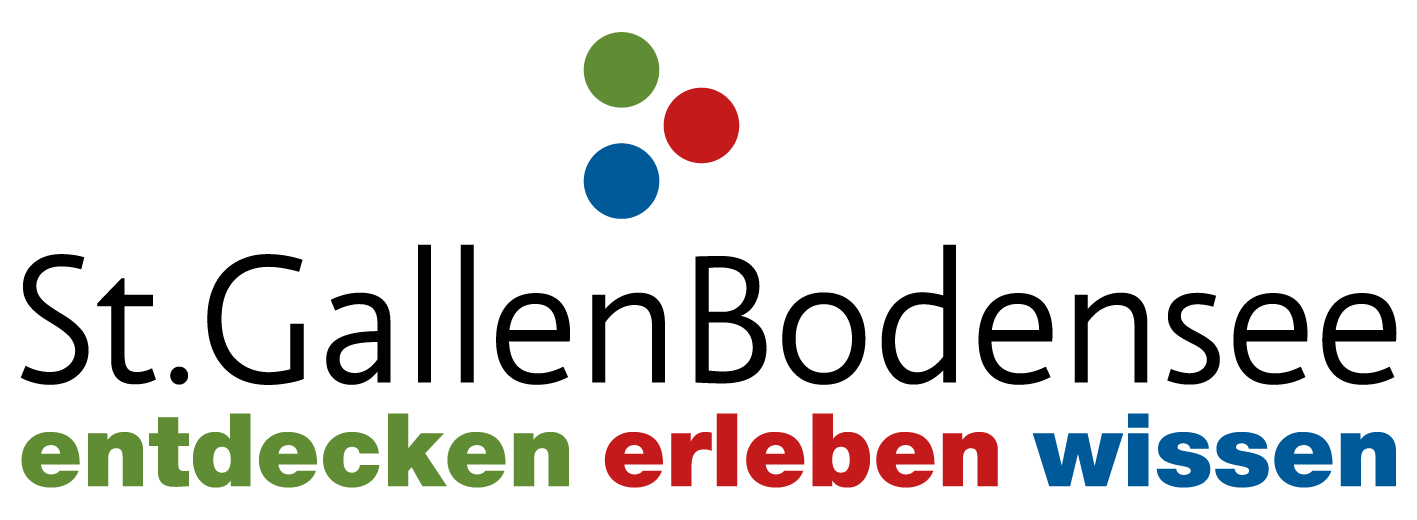
Logo St. Gallen-Bodensee Tourismus

Die Wirtschaftsregion St. Gallen-Bodensee ist das politische, wirtschaftliche und kulturelle Zentrum der Ostschweiz. Kultur- und Wissensvermittlung gehören seit jeher zu den Kernkompetenzen der Region. St. Gallen-Bodensee Tourismus trägt als Non-Profit-Organisation dazu bei, dass Stadt und Region als attraktiver Wirtschafts-, Bildungs- und Kulturstandort mit hoher Lebensqualität wahrgenommen werden. Als Tourismusdestination positioniert sich St. Gallen-Bodensee Tourismus im:
- Kongress- und Seminarbereich
- Kultur und Freizeitbereich
- Tagestourismus.

Sie schafft damit auch Beiträge zur lokalen und regionalen Identitätsbildung und ermöglicht eine höhere wirtschaftliche Wertschöpfung.
St. Gallen-Bodensee Tourismus setzt sich für alle Projekte und Massnahmen ein, die geeignet sind, das Ansehen und die Ausstrahlung der Destination zu erhöhen. Dazu vernetzt sich die Organisation mit Unternehmen ähnlicher Ausrichtung, unterstützt standortrelevante Projekte mit seinen Kernkompetenzen in Organisation und Marketing und bringt sich – wenn positive Impulse für den Tourismus entstehen – auch personell und finanziell in die Umsetzung ein.